# サッカーアルツァフ共和国代表
サッカーナゴルノ・カラバフ代表（サッカーナゴルノ・カラバフだいひょう）は、ナゴルノ・カラバフサッカー協会により編成されるナゴルノ・カラバフ共和国のサッカーのナショナルチームである。ナゴルノ・カラバフ共和国代表は、FIFA及び、UEFAに加盟していないため、ワールドカップ、EUROに参加できず、他のチームとの対戦も、国際Aマッチとは認められない。
2012年9月17日にNF-Boardの暫定会員になり、8日後の9月25日にアブハジアと初試合を行った（アブハジアの首都・スフミで試合を行い、1-1で引き分け）。その後10月21日にも、ナゴルノ・カラバフ共和国の首都・ステパナケルトでアブハジアと試合を行い、3-0で初勝利を挙げた。
2013年に発足したConIFAにも加盟。そして、2014年に開催されたConIFAワールドフットボール・カップに参戦した（代表にとって初めての国際大会デビューとなった）。駆けつけた70名のサポーターは、自国では公の場での露出を禁止されている国旗を振り、選手とともに高らかに国歌を斉唱した。国内リーグの精鋭が集められ、素早い攻撃で観客を魅了した。しかし、スタミナ面で課題を残し、逆転負けが相次いだ。グループリーグでエラン・バニンに2-3，カウンテア・デ・ニッサに0-1と連敗。順位決定戦1回戦ではダルフールに12-0と大勝、順位決定戦2回戦でもサーミに5-1と勝利し、9位（12チーム中）で大会を終えた。

## 選手
- 2012年アブハジア代表対戦メンバー

- Armen Fishyan
- Gevorg Prazyan
- Artak Grigoryan
- Norayr Grigoryan
- Davit Grigoryan
- Levon Pachajyan
- Ararat Arrakelyan
- Ashot Khachatryan
- Narek Davtyan
- Aram Kostandyan
- Narek Daniyelyan
- Andranik Barikyan
- Vigen Hambardzumyan
- Norayr Sahakyan
- Artak Dashyan
- Norayr Gyozalyan
- Armen Petrosyan Gevorg Poghosyan
- Karen Aleksanyan